# Langendonker Mühle (Geldern)
Die Langendonker Mühle war eine an der Issumer Fleuth gelegene Wassermühle in der Stadt Geldern mit unterschlächtigem Wasserrad.

## Geographie
Die Langendonker Mühle hatte ihren Standort an der Issumer Fleuth, Aengenesch Langendonker Weg, im Ortsteil Kapellen, in der Stadt Geldern, Kreis Kleve, in Nordrhein-Westfalen.
Die Issumer Fleuth hat hier eine Höhe von ca. 22 m über NN. Die Pflege und Unterhaltung des Gewässers obliegt dem Niersverband, der in Viersen seinen Sitz hat.

## Geschichte
Die Langendonker Mühle gehörte zum 1391 erstmals erwähnten Haus Langendonk. 1442 war die Mühle Gegenstand einer Erklärung von Heinrich von Alpen, der bekennt, sie vom Grafen Friedrich IV. von Moers, als Lehen empfangen zu haben. Aus dem Jahre 1828 ist bekannt, dass die Getreidemühle nur mit einem Mahlgang betrieben wurde und wie alle Mühlen an der Fleuth, im Sommer wegen Wassermangel ohne Arbeit war. Diese wurde dann von Windmühlen übernommen. In der 2. Hälfte des 19. Jahrhunderts ging die Mühle wahrscheinlich aus den vorher genannten Gründen unter.

## Galerie

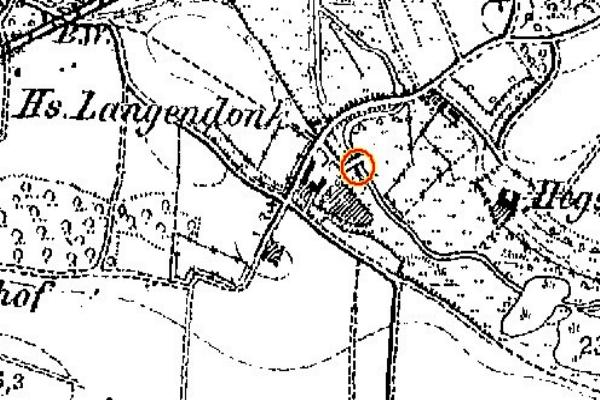
Langendonker Mühle auf der Neuaufnahme 1892
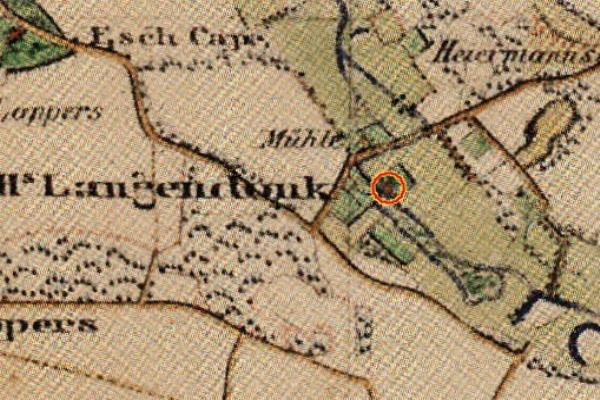
Langendonker Mühle auf der Urkatasterkarte 1844
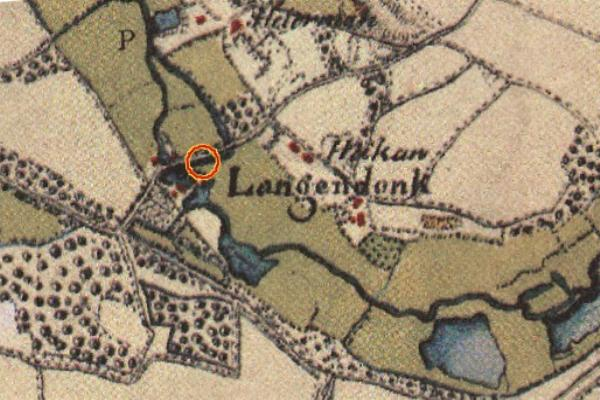
Langendonker Mühle auf der Tranchotkarte 1802